# Henry McGee
Henry McGee (14 de mayo de 1929 – 28 de enero de 2006) fue un actor británico, conocido principalmente por sus años trabajando como pareja de Benny Hill.

## Biografía
Su verdadero nombre era Henry Marris-McGee, y nació en el distrito londinense de South Kensington. Estudió en el Stonyhurst College, esperando McGee hacer la carrera de medicina, aunque el fallecimiento de su padre cuando él tenía 17 años cambió sus planes a causa de las dificultades económicas por las que hubo de pasar su familia. 
Habiendo disfrutado de la actuación siendo un niño, McGee decidió continuar con la tradición interpretativa materna, que podía trazarse desde la época de Kitty Clive. 
McGee trabajó en papeles de reparto tanto en el cine como en la televisión, interviniendo en producciones como El Santo y Los Vengadores, pero su actividad más recordada es la relacionada con los papeles humorísticos, principalmente su intervención como entrevistador serio en el show de Benny Hill. 
Otra actuación que le dio cierta fama fue la de la 'mami' de Honey Monster, una criatura grande, amarilla y peluda de los anuncios de los cereales Sugar Puffs.
McGee fue Two-Ton Ted en el video de la canción escrita por Benny Hill Ernie (The Fastest Milkman In The West). Otros papeles de comedia fueron el que hizo en el film de 1973 On The Buses y su trabajo junto a Charlie Drake en la sitcom de Associated Television/Independent Television (ITV) The Worker (1965–1970). También es de reseñar su participación en There Was An Englishman, An Irishman and a Scotsman, producción de la BBC de humor escrita por Lew Schwarz con McGee interpretando al inglés, y Harry Towb y Roy Kinnear al irlandés y al escocés. 
Además tuvo una larga y exitosa carrera teatral, interpretando una amplia variedad de papeles, y trabajando en farsas como Plunder.
McGee tuvo una hija, Stephanie, nacida en 1963. Pasó sus últimos seis meses en una residencia de personas mayores, afectado por la enfermedad de Alzheimer. Falleció en 2006 en Londres, y fue enterrado en el Cementerio Brompton de la misma ciudad.